# Coprinus picaceus
Coprinus picaceus (Bull.: Fr.) è la specie di funghi di dimensioni maggiori nel genere Coprinus. Non è una specie molto conosciuta, ma molti lo reputano uno dei funghi più belli; sicuramente non passa inosservato, anche perché piuttosto comune.

## Descrizione della specie

### Cappello
Raramente può raggiungere dimensioni ragguardevoli per il genere (fino a 15 cm circa). Di forma cilindrico-ovale e di colore bruno oppure nerastro, è quasi sempre cosparso da vistose placche bianche che rappresentano il residuo del velo originale.
Di consistenza molto fragile, diventa deliquescente in tempi abbastanza brevi, soprattutto se raccolto.

### Lamelle
Molto fitte, di colore nero-grigio, libere al gambo, presto deliquescenti.

### Gambo
Bianco, molto slanciato (può raggiungere anche 30/40 cm di lunghezza), privo di anello; di scarsa consistenza, tende a rompersi facilmente.

### Carne
Chiara, sottile e piuttosto fragile. Deliquescente in tempi piuttosto brevi.
- Odore: inizialmente gradevole, vanigliato, poi piuttosto sgradevole, come di "letame".
- Sapore: non particolare.

### Spore
Ovali e lisce, nere in massa, 16 x 12 µm (circa), presentano un poro germinativo al centro.

## Habitat
Piuttosto comune, specialmente in terreni umidi, grassi e ricchi di humus, a volte in gruppi di numerosi esemplari, in boschi di latifoglie.  Dall'estate fino all'autunno inoltrato.

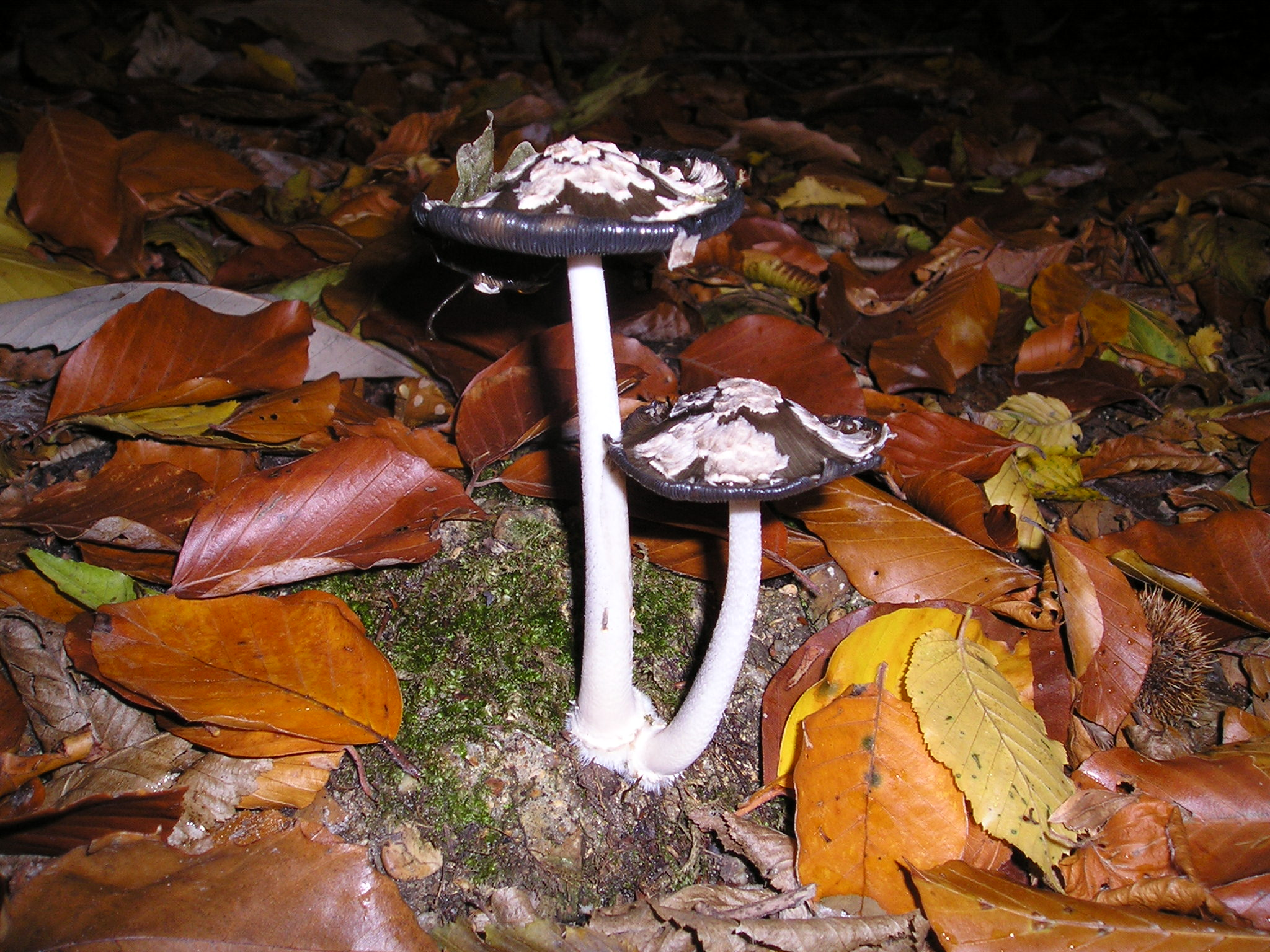
Esemplari vetusti

## Commestibilità
Non edule, sospetto. Comunque molto poco invitante, dato l'odore disgustoso.
Se consumato unitamente a bevande alcoliche, si ritiene che possa scatenare la cosiddetta sindrome coprinica, come altre specie del suo genere;  tuttavia non risultano documentati casi di intossicazione.

## Specie simili
- Quando è sprovvisto delle tipiche chiazze bianche sul cappello, può essere confuso con Coprinus atramentarius.